# Hestia-Teppich

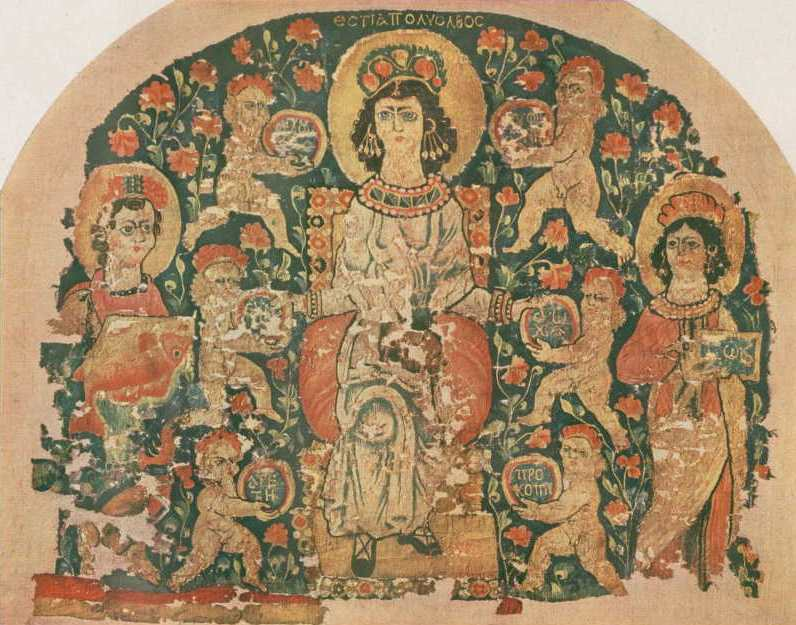
Hestia als Gnadenspenderin. Bildteppich aus dem 6. Jahrhundert (Dumbarton Oaks Collection, Washington)

Der Hestia-Teppich ist eine byzantinische Bildwirkerei. Er entstand im 6. Jahrhundert in Ägypten und befindet sich in der Dumbarton Oaks Collection in Washington, D.C.
Der Hestia-Teppich hat eine Größe von 1,10 m × 1,35 m. Eine Umschrift bezeichnet die Darstellung als „Hestia als Gnadenspenderin“, griechisch „Hestia Polyolbos“ (Hestia voll der Gnaden). 
Der Bildteppich ist symmetrisch aufgebaut, die Positionen und Umrisse von Tieren, Blüten und Menschen auf der einen Seite sind auf die andere Seite gespiegelt. In der Bildmitte sitzt Hestia, die griechische Göttin des Herdes, auf einem Thronsessel. Die Göttin ist reich gekleidet und trägt eine mit Juwelen besetzte Halskette sowie Ohrringe. Die sechs nackten Knaben, von denen jeweils drei die Hestia Polyolbos links und rechts umgeben, halten Schilder mit ihren Namen in den Händen. Es sind Personifikationen des Reichtums „Plutos“, des Frohsinns „Euphrosyne“, des Segens „Eulogia“, des Überflusses „Euochia“, der Tugend „Arete“ und des Fortschritts „Prokope“. Zwei weiblichen Figuren an den Bildrändern sind nicht benannt. 
Das 1945 erschienene Buch von Paul Friedlander Documents of Dying Paganism behandelte Symbolik und Geschichte der Bildwirkerei.